# Брасс, Тинто
Джованни (Ти́нто) Брасс (итал. Giovanni «Tinto» Brass; 26 марта 1933, Милан, Королевство Италия) — итальянский кинорежиссёр. Большинство его фильмов сняты в жанре эротического кино и порнографического кино.

## Биография
Родился 26 марта 1933 года в Милане. Окончил правовой колледж, а затем переехал в Париж, где работал в архиве Cinematheque Française, одной из самых престижных и богатых коллекций в мире. Вернувшись в Италию, начал работу в кинематографе в качестве ассистента режиссёра.
О происхождении собственного имени Брасс рассказывал так:

Я сам себе выбрал имя. Родители назвали меня Джованни. Я вообще-то родом из Венеции. <…> Это город живописи, город искусства. Мой дедушка был художником, в детстве я помогал ему, крутился у мольберта, и он в шутку говорил обо мне домашним: «Наш маленький Тинторетто!» — или же ласково сокращал до «Тинто». А «tinta» по-итальянски — это «цвет», а ещё — «красить, крашеный». Если бы я не стал режиссёром, то стал бы живописцем…

Творчество Брасса привлекло внимание публики уже с самой первой его картины — «Кто работает, тот потерян» (1963). Это был фильм, в основе сюжета которого лежало воспоминание молодого левого интеллектуала о своей жизни, любви и Второй мировой войне. В 1964 году он снял ещё два эпизода, «L’uccellino» и «L’automobile» из фильма «Моя синьора».
В ранний период своего творчества Брасс пробовал себя в разных жанрах, снимая комедии («Кто работает, тот потерян», 1963; «Летающая тарелка», 1964), киноновеллы, фильмы с претензией на интеллектуальность («Запыхавшись», 1967; «Вопль», 1969), вестерны («Янки», 1966). Показ фильма «Вопль» цензура не разрешала до 1974 года. Некоторое время увлекался психологическими откровениями («Выбывший», 1970; «Отпуск», 1971), создал кинопародию «Мотор» (1979). Окончательно утвердился в кинематографе эротических фантазий. Ленты Брасса («Салон Китти», 1976 и «Калигула», 1977, выпущен в 1979 году) нередко строились на основе политических и исторических реалий. Попытавшийся вырваться из рамок нравственности «Калигула» с участием звёзд мирового кино Питера О’Тула и Малкольма Макдауэлла был заранее обречён на успех раскрытием извращения человека властью нетривиальными средствами натурализма, жестокости и порнографии. Фильм в полной мере раскрывает всю жестокость и развращённость высшего римского общества.
Начиная с фильма «Ключ» (1983), Брасс полностью посвящает себя теме вуайеризма в кино. Его истории плотской любви зритель видит «со стороны», словно подглядывая за утехами и переживаниями любовников. К примерам таких кинофильмов относятся «Миранда» (1985), «Каприччио» (1987), «Паприка» (1990), «Все леди делают это» (1991) и многие другие. Негласным манифестом режиссёра периода 1980-х-1990-х годов становится фильм «Подглядывающий» (1994). Фильмы Брасса перенасыщают то эстетика 1940-х годов, то шальной дым молодёжного бара 1980-х. Сам режиссёр о своём повороте в сторону эротического кино говорил:

Люблю подглядывать. Я вуайерист от природы. А документальное кино… Я понял, что не смогу изменить мир, снимая политические фильмы. Все революции приводят к кровопролитию. Сначала должна измениться сущность человека, люди должны давать себе отчёт в собственной сексуальности. Я считаю, что жизнь — это подавленный секс, и пора его выпустить на волю.

Брасс всегда лично наблюдал за производством и монтажом всех своих фильмов, что показывает авторское выражение его картин.
В апреле 2010 года Брасс перенёс инсульт. 15 июня 2010 года был выписан из клиники.
После инсульта фильмов не снимал. Последняя картина вышла в 2009 году.

## Личная жизнь
С 1957 года был женат на Карле Чиприани (3 марта 1930 — 9 августа 2006), работавшей на фильмах у мужа в качестве соавтора сценариев или же на административных должностях вплоть до кончины в августе 2006 года. В браке было двое детей: Беатриче и Бонифачо.
3 августа 2017 года, в возрасте 84 лет, Тинто Брасс женился на Катерине Варци. Гражданская церемония бракосочетания состоялась на римской вилле режиссёра.

## Фильмография

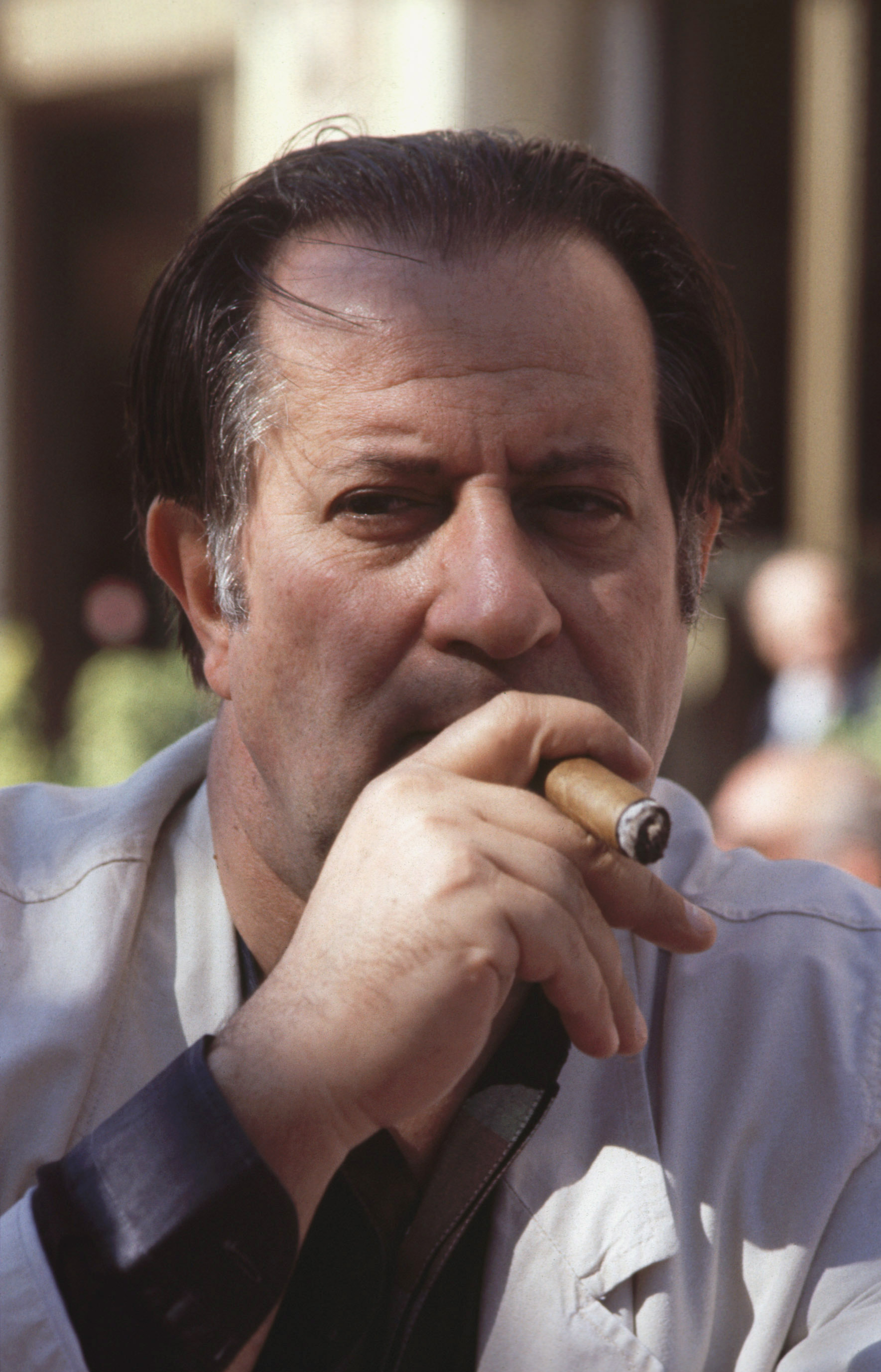
Тинто Брасс в 1990 году

- 1963 — «Кто работает, тот потерян» / Chi lavora è perduto In capo al mondo
- 1964 — «Термидор» / Ça ira Il fiume della rivolta
- 1964 — «Моя Синьора» / La mia Signora
- 1964 — «Летающая тарелка» / Il disco volante
- 1966 — «Янки» / Yankee
- 1967 — «Запыхавшись» / Col Cuore In Gola (также известен как «Сердце с губами, или Смертельный леденец»)
- 1968 — «Вопль» / L’urlo
- 1967 — «Привязанность» / Nerosubianco
- 1970 — «Выбывший» / Drop Out
- 1971 — «Отпуск» / La vacanza
- 1976 — «Салон Китти» / Salon Kitty
- 1979 — «Калигула» / Caligola
- 1979 — «Мотор» / Action[22]
- 1983 — «Ключ» / La Chiave
- 1985 — «Миранда» / Miranda
- 1987 — «Любовь и страсть» / Capriccio
- 1988 — «Бар-закусочная „Будапешт“» / Snack Bar Budapest
- 1991 — «Паприка» / Paprika
- 1992 — «Все леди делают это» / Cosi' fan tutte
- 1994 — «Подглядывающий» / L’Uomo che guarda
- 1995 — «Почта Тинто Брасса» / Fermo posta Tinto Brass
- 1997 — «Порочные отношения» / Rapporti Impropri
- 1998 — «Шалунья» / Monella
- 1999 — «Джулия» / Giulia
- 1999 — «Сладкий сон. Интимные записки» / Sogno. Corti Circuiti Erotici
- 2000 — «Нарушая запреты» / Trasgredire[23]
- 2002 — «Чёрный ангел» / Senso '45
- 2002 — «Уик-энд в Лекко» / Fine Settimana a Lecco
- 2003 — «О, женщины!» / Fallo!
- 2005 — «Любовь моя» / Monamour
- 2008 — «Подглядывающий на кухне» / Kick The Cock (короткометражный)
- 2009 — Hotel Courbet (короткометражный)

Продюсер
- 1999 — «Записки Тинто Брасса»

## Ограничения трансляции в России
В июле 2005 года российскому телеканалу НТВ было вынесено предупреждение от Росохранкультуры за показ эротических фильмов. Претензии сводились к несанкционированному показу полной версии фильма Тинто Брасса «Нарушая запреты» (1999) в октябре 2004 года. Официально телеканал имел лицензию на трансляцию этого фильма длительностью 68 минут, однако в телеэфире ленту показали с оригинальной продолжительностью в 1,5 часа, без купюр, со всеми сценами откровенного содержания. Другой причиной также называется показ каналом в феврале 2005 года фильма Брасса «О, женщины!» (2003), вызвавший резонанс среди зрителей. Реакцией НТВ на предупреждение от государственного ведомства стал полный вывод из сетки вещания телеканала всей эротической кинопродукции на рубеже середины и конца 2000-х годов.
У другого российского телеканала — «РЕН ТВ» — в начале 2005 года также возникли проблемы с Росохранкультурой относительно трансляции эротических фильмов Тинто Брасса. Незадолго до вынесения предупреждения (8 ноября 2004 года) этот дециметровый канал показал в своём эфире его фильм «О, женщины!», также вызвавший резонанс среди зрителей. Депутаты Госдумы обвинили телеканал в демонстрации порнографических материалов. Показ лент Брасса на некоторое время был приостановлен и возобновлён уже при новом руководстве канала «РЕН ТВ» в сильно усечённом варианте. С начала 2013 года демонстрация всех эротических кинофильмов, в том числе и Тинто Брасса, на «РЕН ТВ» была также окончательно прекращена.